# سارونيدا
سارونيس (Σαρωνίς) هي مدينة في إقليم أتيكا في اليونان.